# Землетрясение в Крайстчерче (2016)

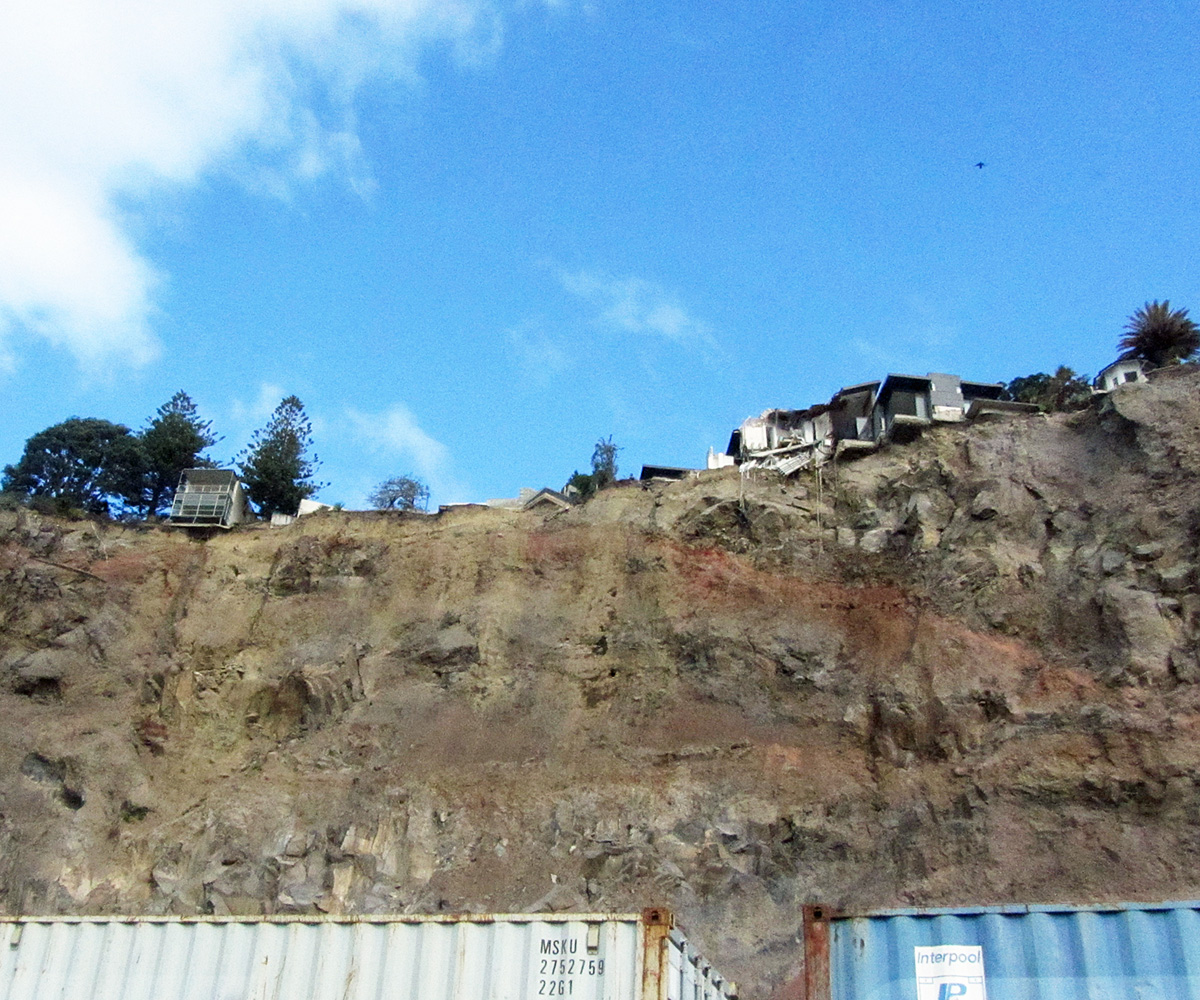
В Самнере обрывы в Peacock’s Gallop были отделены от дороги морскими контейнерами, поставленными друг на друга (фото 2012)

Землетрясение в Крайстчерче 14 февраля 2016 года, также известное как землетрясение Дня Святого Валентина — сильное землетрясение магнитудой 5.8 в регионе Кентербери, на Южном острове Новой Зеландии, произошедшее в воскресенье 14 февраля 2016 года в 01:13 PM по местному времени (UTC+12). Интенсивность землетрясения оценивалась в VII баллов по шкале Меркалли. Эпицентр находился море, неподалёку от пригорода Крайстчерча, Нью-Брайтона. Гипоцентр залегал на глубине 7,6 километров.
Это было первое сильное землетрясение в районе Крайстчерча с мая 2012 года, и оно было частью последовательности землетрясений, начавшейся с Кентерберийского землетрясения 4 сентября 2010 года.

## Разрушения
Несколько обрывов обрушились в Скарборо (на мысах Годли-Хед и Уайтуош-Хед (англ. Whitewash Head), в Ричмонд-Хилле и Самнере (мыс Пикокс-Галоп). Морские транспортные контейнеры, которые были размещены вдоль дороги в Пикокс-Галоп, не позволили падающим камням задеть проезжающих мимо велосипедистов. Два сёрфера были в море неподалёку от Уайтуош-Хед, и около них упали камни размером с автомобиль.
Торговые центры Вестфилд Риккартон, Eastgate Mall, The Palms и Ballantynes были эвакуированы и закрыты для технического осмотра. В торговом центре Northlands возникла неразбериха, когда полиция попросила некоторых владельцев магазинов эвакуироваться, но сигнал тревоги не прозвучал. Руководство торгового центра пригрозило некоторым владельцам магазинов, что если их магазины закроются, то их оштрафуют. Около 50 магазинов в торговом центре закрылись, в том числе из-за того, что товары выпали с полок в проходы. После землетрясения газета The Press в своей редакционной статье очень критически отозвалась о менеджменте торгового центра, заявив, что «реакция руководства на инцидент целиком и полностью не соответствует сути».
Вскоре после землетрясения было обнаружено, что семь из сорока исторических фасадов на Нью-Риджент-стрит в центре города пострадали в результате землетрясения. Здания были оцеплены, было остановлено движение исторического трамвая, что сильно повлияло на те предприятия, которые оставались открытыми. Трамвай снова начал курсировать по историческому маршруту в мае 2016 года.
В Бексли, Парклендсе и Нью-Брайтоне произошло разжижение грунтов. Электричество отключилось примерно в 500 домах. Центр современного искусства, который накануне впервые открылся после землетрясения в Крайстчерче 2011 года, снова был закрыт. Сообщалось о незначительных разрушениях в городском центре Крайстчерча. Сообщений о серьёзных травмах не поступало, и в тот же день скорая помощь Святого Иоанна деактивировала свой центр экстренной помощи. Национальный центр управления кризисными ситуациями в Веллингтоне также был закрыт, а меры реагирования на чрезвычайные ситуации возложены на городской совет Крайстчерча. Некоторые пешеходные маршруты в Порт-Хиллс были закрыты из-за камнепада, в том числе Рапаки-трэк и Брайдл-Пас.
Психологи утверждают, что люди, пережившие землетрясения в Крайстчерче в 2011 году, особенно те, кто потерял свои дома или друзей, переживают болезненные воспоминания во время афтершоков. Департамент здравоохранения округа Кентербери (CDHB) запросил дополнительное финансирование для охраны психического здоровья вскоре после землетрясения в феврале 2011 года. Несмотря на доказанные потребности этого района, Министерство здравоохранения предложило сократить бюджет CDHB на охрану психического здоровья, в то время как в среднем другие районные советы здравоохранения должны были получить увеличенное финансирование. Об этом стало известно через два дня после землетрясения 14 февраля 2016 года. В ответ на это газета The Press назвала ситуацию «позорной и тревожной» и призвала министра здравоохранения Джонатана Коулмана приехать в Кентербери и лично убедиться в этом. В начале марта Коулман объявил, что чиновники работают над пакетом, который позволит выделить для Кентербери дополнительные средства на охрану психического здоровья. Коулман назвал события февраля 2016 года причиной дополнительного финансирования.

### Статьи
- J.S. Becker, S.H. Potter, S.K. McBride, A. Wein, E.E.H. Doyle. When the earth doesn’t stop shaking: How experiences over time influenced information needs, communication, and interpretation of aftershock information during the Canterbury Earthquake Sequence, New Zealand (англ.) // International Journal of Disaster Risk Reduction. — 2019-03. — Vol. 34. — P. 397–411. — doi:10.1016/j.ijdrr.2018.12.009.
- Efthymia Pavlidou, Mark van der Meijde, Harald van der Werff, Christoph Hecker. Time Series Analysis of Land Surface Temperatures in 20 Earthquake Cases Worldwide (англ.) // Remote Sensing. — 2018-12-30. — Vol. 11, iss. 1. — P. 61. — ISSN 2072-4292. — doi:10.3390/rs11010061.
- Mark W. Stirling, F. Ramon Zuniga. Shape of the Magnitude–Frequency Distribution for the Canterbury Earthquake Sequence from Integration of Seismological and Geological Data (англ.) // Bulletin of the Seismological Society of America. — 2017-02. — Vol. 107, iss. 1. — P. 495–500. — ISSN 1943-3573 0037-1106, 1943-3573. — doi:10.1785/0120160246.
- Monica Giona Bucci, Peter Almond, Pilar Villamor, William Ries, Carol Smith. When the earth blisters: Exploring recurrent liquefaction features in the coastal system of Christchurch, New Zealand (англ.) // Terra Nova. — 2017-06. — Vol. 29, iss. 3. — P. 162–172. — doi:10.1111/ter.12259.
- Matthew W. Herman, Kevin P. Furlong. Revisiting the Canterbury earthquake sequence after the 14 February 2016  M w  5.7 event: February 2016 Christchurch Earthquake (англ.) // Geophysical Research Letters. — 2016-07-28. — Vol. 43, iss. 14. — P. 7503–7510. — doi:10.1002/2016GL069528.